# 陳世雄 (校長)
陳世雄（1948年—），臺灣農學家，國立中興大學土壤學研究所博士。曾任南華大學自然生物科技學系講座教授兼科技學院院長、明道大學講座教授兼校長、國立中興大學農藝學系教授兼總務長、系主任、中華民國農業教育學會理事長等。
目前已退休，自行經營有機生態農場。

## 學術生涯

### 中興大學
在國立中興大學任教期間，建立全國第一個國立大學有機農場，推動校園有機化，創造第一所生態多樣化有機大學
。

### 明道大學校長
2014年3月，在任明道大學校長期間爆發太陽花學運，他強調「政府做錯事，學生才會站出來抗爭，怎麼還會怪小孩子不禮貌呢？」「一般人或許不滿但不敢批評，但這群學生有勇氣、膽識，學生的行為反映民意，這也代表政府已失民意。」為第一位公開鼓勵學生上街頭的私立大學校長。

### 榮譽
1. 2015年中興大學第19屆傑出校友
2. 2017年國際有機農業運動聯盟（IFOAM）（英语：IFOAM - Organics International）「有機農業貢獻獎[6]」

## 退休生活及公共參與

### 發起農學界支持農田水利會改制
2018年1月，由前農委會主委李金龍、前明道大學校長陳世雄等5位學者，共同發起「全國農業學術界支持農田水利會改制」，陳世雄在農委會記者會上表示，GDP是不能吃的，「沒有灌溉，就沒有農業」，灌溉用水滲入地下儲存，是國家重要水資源，然而，台灣濁水溪流域，農民為了要灌溉鑿井抽水，每戶卻要裝一個電表，「全世界電線桿密度最高地方，居然是在台灣農業區，這合理嗎？」

### 評論年改
2018年6月，陳世雄服務教育界逾30年，這次年金改革退休金減了3、4成，但陳說，他一個農家子弟，有幸讓國家栽培到今天，能安穩退休，不用工作，還能領7、8萬元，「實在很感恩」，他的回應恰好與李家同「晚景淒涼」成鮮明的對比。

### 中國停進台灣鳳梨聲援鳳梨農
2021年3月，中國無預警停止台灣鳳梨進口，陳世雄在彰化溪州農場為聲援台灣鳳梨農，特別製作「反中鳳梨乾」，一推出就引起搶購熱潮，出爐上百盒全部賣光。

### 籲中二選區立法委員補選投票
2022年1月，陳世雄日前也在臉書發文揭露，當年他擔任中興大學總務長期間一樁建築案，遭到當時「某名顏姓立委」對教育部、學校施壓採最有利標。眼見補選日在即，陳也呼籲，中二選區補選並非民進黨立委補選候選人林靜儀一人的戰爭，更是台灣社會對抗國民黨黑道政治戰爭，所有有良心的人應挺身而出，尤其年輕人應為維護下一代社會公平正義，免於黑道勒索與威脅，踴躍返鄉投票。

### 評明道大學退場
2024年7月31日，私立明道大學次日起將正式退場，該校教職員舉辦一場溫馨的惜別茶會，陳世雄鼓勵大家說，私校會走到退場，主要原因都是董事會的貪婪或無能，學校大部分的教職員工都盡心盡力，可以問心無愧，所以不需要為學校退場負任何責任。

### 有機農場
2024年9月，彰化縣溪州鄉公所舉辦地方農場巡禮，來到陳世雄經營之「City Bear生態農場」，他分享靠著黑水虻、蜜蜂、烘咖啡等年收入百萬之經驗。

### 響應大罷免並任領銜人
2025年1月，陳世雄響應「台灣公民罷免傅崐萁們」連署，他表示，藍白立委已經不是理性監督，而是「弱化台灣」，從國會擴權法案到三大惡法，以及最近修正《警察人員人事條例》，將退休所得替代率提高到最高80％，無一不是跟台灣主流民意對著幹，只有罷免，才能避免國家陷入危機。
2月，應邀親自擔任彰化三選區立法委員謝衣鳳罷免案提議人之領銜人。
3月，和作家李喬、曹興誠、退休教師葉春蓮、台灣基進黨主席王興煥等人共同出席「罷傅愛花蓮、反共護台灣」聯合記者會。陳世雄致詞說，去年開始，立法院好像生病了，因為有「惡性腫瘤」，也就是國民黨立委、民眾黨立委會傳染「中共殭屍病毒」，只要藍白黨鞭傅崐萁、黃國昌提案，他們就會沒有靈魂、沒有腦筋的通過，台灣現在需要大家拿一支筆到連署站，就能把癌細胞清除，呼籲軍公教、國民黨員及農民一起參與第二階段連署。
5月13日，宣告罷免失敗，回歸田園。

### 軼事
陳世雄很會抓蛇，據稱在自家農場曾捕獲逾80條蛇。